# Médico do trabalho
O médico do trabalho é o médico que possui especialização em medicina do trabalho (especialidade médica reconhecida pelo conselho federal de medicina) adquirido através de residência médica ou curso de especialização em área de concentração em saúde do trabalhador ou denominação equivalente (Medicina do Trabalho), reconhecido pela Comissão Nacional de Residência Médica do Ministério da Educação, ambos ministrados por universidade ou faculdade que mantenha curso de graduação em medicina. Atua na área da saúde ocupacional, realizando exames admissionais, periódicos, de retorno ao trabalho, de mudança de função e demissionais, e elabora o Programa de Controle Médico de Saúde Ocupacional, em atendimento a legislação vigente. O médico do trabalho deve se atualizar constantemente e realizar suas atividades embasado na legislação trabalhista.
Este médico é portanto o médico que cuida da saúde global dos trabalhadores, através de avaliações, programas de saúde e prevenção de doenças e patologias gerais e relacionadas ao trabalho. Possui interface multidisciplinar com engenharia de segurança do trabalho, fisioterapia, enfermagem do trabalho, psicologia, fluidoterapia, psiquiatria e outras disciplinas.